# William Yiampoy
William Oloonkishu Yiampoy (17 maggio 1974) è un ex mezzofondista keniota.

## Biografia
Nel 2006 insieme a Ismael Kombich, Joseph Mutua e Wilfred Bungei ha stabilito il record mondiale della staffetta 4×800 metri.

## Palmarès
| Anno | Manifestazione      | Sede        | Evento      | Risultato  | Prestazione | Note |
| ---- | ------------------- | ----------- | ----------- | ---------- | ----------- | ---- |
| 2000 | Giochi olimpici     | Sydney      | 800 m piani | Semifinale | 1'45"88     |      |
| 2001 | Mondiali            | Edmonton    | 800 m piani | 4º         | 1'44"96     |      |
| 2002 | Campionati africani | Tunisi      | 800 m piani | Argento    | 1'45"79     |      |
| 2004 | Mondiali indoor     | Budapest    | 800 m piani | 5º         | 1'46"88     |      |
| 2004 | Campionati africani | Brazzaville | 800 m piani | Oro        | 1'45"36     |      |
| 2005 | Mondiali            | Helsinki    | 800 m piani | Bronzo     | 1'44"55     |      |

## Altre competizioni internazionali
2005
- 4º alla World Athletics Final ( Monaco), 800 m piani - 1'47"20

2006
- 4º alla World Athletics Final ( Stoccarda), 800 m piani - 1'47"34